# Vista Chinesa
A Vista Chinesa é um mirante em estilo chinês localizado no bairro do Alto da Boa Vista, na cidade do Rio de Janeiro, no Brasil. É um importante ponto turístico da cidade. O monumento está localizado dentro da Floresta da Tijuca.

## História

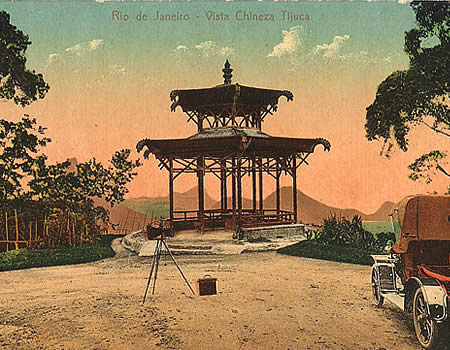
Vista Chinesa em cartão-postal de 1911

Desde 1856, o Jardim Botânico estava ligado ao Alto da Boa Vista por uma estrada carroçável, aberta por influência do Barão do Bom Retiro e cuja execução e manutenção foi contratada a Thomas Cochrane.
Registra a crônica da cidade que, nessa obra, foram empregados trabalhadores coolies trazidos de Macau, na China, para desenvolver a lavoura do arroz, mas que, não tendo demonstrado qualquer habilidade para a agricultura, foram aproveitados na construção da estrada.
Essa região apresenta uma assombrosa coincidência de presença chinesa, iniciada com a vinda de plantadores do chá na época de Dom João VI.
Depois do fracasso dessa lavoura, segundo Brasil Gerson, os chineses se teriam espalhado "pelas fraldas da Tijuca".
Em 1844, um mapa da área registrava uma edificação denominada "Casa dos Chinas". Provavelmente, um resquício dessa primitiva experiência.
Essa vocação provavelmente explica por que o prefeito Pereira Passos, em 1903, com projeto do arquiteto Luis Rei), edificou, em argamassa copiando o bambu, às margens dessa estrada, o pavilhão da Vista Chinesa.
Mais acima, na mesma Estrada da Vista Chinesa, um local preparado para servir como ponto de repouso nos frequentes passeios da família imperial ganhou o nome de Mesa do Imperador.

### O chá no Brasil
No Brasil, a cultura do chá teve início nos arredores da cidade do Rio de Janeiro.
Existem notícias de ter sido plantado em 1814, em vasta área da Ilha do Governador, na Fazenda Santa Cruz e no atual Jardim Botânico do Rio de Janeiro, tendo Dom João contratado, para isso, colonos chineses a fim de ensinarem o plantio e preparação do chá. Muitos deles, entretanto, abandonaram as plantações e passaram a ser vendedores ambulantes.
A Fazenda do Macaco de Amélia de Leuchtenberg, casa que ainda está no Jardim Botânico, teve cultivo de chá até 1890.

### O chá e a Vista Chinesa
O nome "Vista Chinesa" tem origem nos agricultores dessa nacionalidade trazidos para o Rio de Janeiro em duas levas, na primeira metade do século XIX.
Inicialmente, foram cem os chineses que vieram da colônia portuguesa de Macau, importados em 1812 pelo Conde de Linhares, a mando de Dom João VI, com o objetivo de testar a receptividade do solo brasileiro para o cultivo do chá.
Os imigrantes, que, teoricamente, foram escolhidos por terem bastante experiência no assunto, estabeleceram-se, primeiramente, nas encostas da mata onde estão os fundos do Jardim Botânico. Ali, chegaram a plantar 6 000 pés de chá, erva que dava três safras por ano.
Após serem colhidas, as folhas eram colocadas em fornos de barro, onde eram postas a secar, sendo depois enroladas.
Era sonho do príncipe-regente repetir, no Brasil, o comércio exitoso entre Macau e a Europa, do qual, com a venda do chá, Portugal auferia considerável rendimento.
No princípio, houve certa euforia com o futuro da erva no Rio de Janeiro. Loccock nos conta que, logo após a chegada da família real, planejava-se suprir todo o mercado europeu com a produção carioca.
Também Ebel nos dá seu relato, datado de 1824, no qual afirma ter visto, nas encostas do Jardim Botânico, "vastas plantações de chá chinês, agora em floração".
Nesse sentido, é interessante o registro iconográfico executado por Rugendas em 1822, onde podem-se ver os chineses em pleno trabalho de plantio do chá, com bela vista da Lagoa Rodrigo de Freitas ao fundo.

### A Grande História
Um pouco antes de 1817, Johann Baptiste von Spix e Carl Friedrich Philipp von Martius declararam ter o chá carioca aroma excelente, embora seu sabor não fosse dos melhores.
Esse desagradável paladar parece ter sido a razão que acabou obrigando o governo português a desistir de tentar produzir comercialmente o chá em terras brasileiras.
Outros autores, entretanto, afirmam que o insucesso deveu-se à falta de preparo, indolência e alto custo da mão de obra representada pelos chineses, que teriam sido mal-escolhidos em sua terra natal, não tendo vindo para cá um grupo de experientes agricultores, mas, como escreveu o historiador Oliveira Lima, "a ralé de Cantão".
Mais realista, entretanto, parece ser a explicação de Maria Graham nas folhas de seu Diário de Uma Viagem ao Brasil: "o imperador compreendeu ser mais vantajoso vender café (um produto sem concorrentes) e comprar chá do que obtê-lo com tais despesas (já que o chá era produzido a baixíssimo custo na China e Índia) e não continuou a plantação".
Os chineses foram transferidos para a Fazenda Real de Santa Cruz onde fizeram outra tentativa, também falida.